# Marcelo Prata
Marcelo Prata é empreeendedor e especialista em mercado imobiliário. É colaborador de importantes veículos de economia como Globo News, Jornal Valor Econômico, Exame.com, Folha de S. Paulo, entre outros.

## Biografia profissional
Iniciou sua atuação no mercado imobiliário em 2004. Em 2009 fundou o site de comparação de produtos financeiros Canal do Crédito, que recebeu investimentos da Confrapar (2010), da Grpcom (2012) e da Delphos (2014), além de ter como sócio o escritor e educador financeiro Gustavo Cerbasi. Em 2012 foi um dos fundadores da ABRACEFI (Associação Brasileira dos Correspondentes de Empréstimo e Financiamento Imobiliário) com o intuito de criar um canal de interlocução com entes como Banco Central, bancos e associações, onde ocupa o cargo de Presidente. No mesmo ano foi responsável pela criação da comissão de crédito imobiliário da ABBC (Associação Brasileira de Bancos) onde ocupou o cargo de coordenador estratégico. Em 2013 foi convidado para compor o Conselho Consultivo do Clube da Reforma, associação formada pela iniciativa privada com a participação de ONG'S e Governo Federal para discutir o tema da reforma no país.
Em 2014 foi indicado aos prêmios "Sou Empreendedor e Meu Sonho Move o Brasil - setor Habitação", da revista Exame PME, e "Empreendedor de Sucesso 2014" promovido pela revista Pequenas Empresas & Grandes Sucessos. No mesmo ano idealizou em parceria com o jornal Valor Econômico o Seminário de Crédito Imobiliário com foco no produto home-equity.
Em 2015 fundou a Resale, uma plataforma para venda de imóveis retomados, onde ocupa atualmente o cargo de CEO.